# Isaías Zarazaga Burillo
Isaías Zarazaga Burillo (Tosos, província de Saragossa, 1927) és un veterinari i polític aragonès, diputat al Congrés dels Diputats i senador.

## Biografia
estudiar el batxillerat a l'Institut Goya de Saragossa, i va estudiar veterinària entre 1944 i 1949, encarregat de Càtedra fins a 1956. En 1956 fa oposicions d'Inspectors del Cos Nacional de Veterinaris i fou destinat a la Direcció general de Ramaderia del Ministeri d'Agricultura d'Espanya. En 1960 obté la Càtedra de Veterinària a la Universitat de Saragossa. Li va ser concedida beca de la Fundació Juan March. Fundador del Centre d'Investigació i Desenvolupament Agrari de l'Ebre en col·laboració amb l'OCDE. Treballa com a director del Centre Nacional de Selecció i Reproducció Animal, fins a 1975 data en la qual demana l'excedència voluntària per a dedicar-se íntegrament a l'ensenyament i investigació.
A les eleccions generals espanyoles de 1977 fou escollit senador per la província de Saragossa per la CAIC. Fou president de la Comissió Especial de Política Científica del Senat d'Espanya No es presentà a la reelecció i se'l considera vinculat al Partit Aragonès. tot i així fou elegit diputat pel Partit Popular a les eleccions generals espanyoles de 1982. En 1987 va substituir al diputat elegit a les eleccions generals espanyoles de 1986, Hipólito Gómez de las Roces, pel Partit Aragonès. És president de la Fundación Genes y Gentes.